# Hair Show
Pour plus de détails, voir Fiche technique et Distribution.
Hair Show (Haute Coiffure au Québec) est une comédie romantique américaine réalisée par Leslie Small et écrite par Andrea Allen-Wiley, Sherri A. McGee et Devon Greggory, sortie en salles en 2004.

## Synopsis
Peaches (Mo'Nique), une coiffeuse de Baltimore, et sa sœur éloignée, Angela (Kellita Smith), la propriétaire d'un salon haut de gamme à Beverly Hills, renouent leur lien lorsque Peaches décide d'assister à une célébration pour Angela à Los Angeles. La réunion est amer et s'aggrave lorsque Angela découvre que Peaches est sur la piste de l'IRS et a seulement 60 jours pour payer $ 50,000 en arriérés d'impôts.
Après quelques moments hilarants et des échanges passionnés, les deux sœurs unissent leurs forces pour combattre les propriétaires embêtants du salon de Marcella (Gina Torres) et sauver Peaches de ses ennuis en participant au concours annuel de coiffure qui se déroule dans leur ville.

## Fiche technique
- Titre québécois : Haute Coiffure
- Titre original : Hair Show
- Réalisation : Leslie Small
- Scénario : Andrea Allen-Wiley, Sherri A. McGee et Devon Greggory
- Musique : Kennard Ramsey
- Photographie : Keith L. Smith
- Montage : Suzanne Hines et Hector H. Kron
- Décors : Leon A. King
- Costumes : Nya Patrinos
- Sociétés de production : Beauty Shop LLC - C4 Pictures - Magic Johnson Entertainment -Renegade Pictures - Urban Works Entertainment
- Société de distribution : Innovation Film Group - Urbanworks LLC
- Pays de production : États-Unis
- Langue : anglais
- Durée : 105 min.
- Dates de sortie : États-Unis : 15 octobre 2004

## Distribution
- Mo'Nique (V.Q. : Johanne Léveillé) : Peaches Whittaker
- Kellita Smith (V.Q. : Isabelle Miquelon) : Angela Whittaker
- Gina Torres (V.Q. : Violette Chauveau) : Marcella
- David Ramsey (V.Q. : François L'Écuyer) : Cliff
- Taraji P. Henson (V.Q. : Camille Cyr-Desmarais) : Tiffany
- Keiko Agena (V.Q. : Charlotte Bernard) : Jun Ni
- Cee Cee Michaela (V.Q. : Pascale Montreuil) : Simone
- Joe Torry (V.Q. : Louis-Philippe Dandenault) : Brian
- Andre B. Blake (V.Q. : Benoit Éthier) : Gianni
- Bryce Wilson (V.Q. : Jean-François Beaupré) : Drake
- Vivica A. Fox (V.Q. : Hélène Mondoux) : Elle-même
- Tom Lister, Jr. : Agent Little
- Tom Virtue : Agent Scott
- Reagan Gomez-Preston : Fiona
- James Avery : Seymour Gold
- Serena Williams : Agent Ross
- Tami Roman : Zora
- Roshumba Williams : Elle-même
- Michelle Griffin : Mona
- Jamaica Ja Toi : Pierre
- John Salley : Lui-même
- Mari Morrow : Gina
- Angela Dixon : Sharina
- Jaqueline Fleming : Margo
- Don Franklin : Basil
- Annie McKnight : Noxema
- Sarah Lilly : Jan
- Joyful Drake (V.Q. : Viviane Pacal) : Stephanie Cole
- Kimberly Brooks : Betty
- Niecy Nash : Debra
- Neferteri Shepherd : Ria

Source et légende : Version québécoise (V.Q.) sur Doublage QC.